# マイ・ソン・ソティアリー
マイ・ソン・ソティアリー（Mey Son Sotheary, 1977年 - ）はカンボジアの作家。

## 略歴
プノンペンに生まれる。1993年から、短編小説や長編小説をカンボジアの日刊紙「リアスメイ・カンプチア」に発表し、雑誌「プロチアプライ」にも小説を連載する。現代の社会問題を描き、『姉さん』では、姉の仕事を知った青年の苦悩、『なぜ』では、弟や妹を養うために強盗の仲間になる少年を主題とした。他に『幼年時代』、『私の過去』、『狭い出口』などの作品がある。ポル・ポト政権時代を体験していない世代の作家として注目されている。
高校卒業後はテレビ局に勤務し、1997年からカンボジア女性メディアセンターのラジオ部門で、ニュース番組のスクリプト制作やアナウンサーとして活動している。

## 主な著作
日本語訳
- 『現代カンボジア短編集』　岡田知子編訳、大同生命国際文化基金〈アジアの現代文芸シリーズ〉、2001年。 - 「リアスメイ・カンプチア」に掲載された2作を翻訳

1. 「姉さん」
2. 「なぜ」